# شهرستان هامفریز (تنسی)
شهرستان هامفریز، تنسی (به انگلیسی: Humphreys County, Tennessee) یک سکونتگاه مسکونی در ایالات متحده آمریکا است که در تنسی واقع شده‌است.